# Al-Haq
Al-Haq (en árabe: الحق‎, en español: «la verdad» o «el derecho») es una organización no gubernamental palestina de derechos humanos con sede en la ciudad de Ramala, en Cisjordania. Fundada en 1979, Al-Haq vigila y documenta las violaciones de derechos humanos cometidas por las partes en el conflicto palestino-israelí, publica informes sobre sus conclusiones y elabora estudios jurídicos detallados. Tiene estatus consultivo especial ante el ECOSOC desde 2000.
Al-Haq está afiliada a la Comisión Internacional de Juristas, con sede en Ginebra, y es miembro de la Federación Internacional por los Derechos Humanos, Habitat International Coalition y la Organización Mundial Contra la Tortura. También forma parte del comité ejecutivo de la Red Euromediterránea de Derechos Humanos y del comité directivo de Palestinian NGOs Network.
Su director es Shawan Jabarin desde 2006.

## Primeros años
En la primavera de 1977, un grupo de tres abogados palestinos y un juez de Cisjordania (incluido Jerusalén Este) inició una correspondencia continuada con la Comisión Internacional de Juristas (CIJ) de Ginebra, estimulados por el contexto de los acuerdos de Camp David y el compromiso del presidente Jimmy Carter de poner los derechos humanos en el centro de la política exterior de los Estados Unidos. Terminaron por crear en 1979 la organización Law in the Service of Man (LSM) (la Ley al servicio del Hombre), con el apoyo de otros tres abogados, como la sección de la CIJ en Cisjordania. La sección israelí de la CIJ no se ocupaba de analizar las políticas y medidas que Israel aplicaba en Cisjordania y la Franja de Gaza. Así que LSM se centró en las violaciones del Estado de Derecho en los Territorios Ocupados, -donde  todos los asuntos de interés para las autoridades israelíes se remiten a los tribunales militares o al ejército-, para construir meticulosamente una imagen de la ocupación muy distinta de la que proyecta Israel como potencia ocupante.
La organización fue la primera en defender los derechos humanos en Palestina, y la primera en el mundo árabe en mantenerse al margen de cualquier afiliación política y adoptar un perfil independiente. Si bien fue registrada bajo el nombre de LSM, dando preponderancia al imperio de la ley en el estado de derecho, a partir de 1984 se empezó en utilizar cada vez más el nombre de Al-Haq, cuyo sentido se refería más a los derechos humanos de acuerdo con la evolución de sus actividades. La organización cogió importancia y a finales de 1986 incluía a quince empleados locales a tiempo completo, cinco voluntarios enviados por varias organizaciones internacionales, tres trabajadores sobre el terreno y dos profesionales a sueldo. Continuó creciendo durante la primera Intifada, llegando a tener casi cuarenta empleados, tres veces más personal que la Secretaría de la CIJ en Ginebra.
Al-Haq multiplicó los contactos con reconocidas organizaciones internacionales de derechos humanos y estableció colaboraciones con las palestinas que iban creándose. A partir de 1983, puso en práctica lo que denomina «Intervenciones», que son reclamaciones dirigidas directamente a políticos claramente identificados o autoridades precisas responsables de los hechos. Durante los primeros años de la Intifada de 1987-1993, varios de sus trabajadores de campo fueron detenidos por las fuerzas de seguridad de Israel, incluyendo su futuro director, Shawan Jabarin, acusado de tener lazos con el Frente Popular para la Liberación de Palestina (FPLP). Amnistía Internacional los consideró presos de conciencia y denunció que se tratase de detenciones administrativas.
La Unidad de Trabajo de Campo se considera la piedra angular del trabajo de la organización. El rigor de su metodología fue clave para la reputación y credibilidad de la organización ante las autoridades israelíes y los organismos internacionales de derechos humanos. La información es recabada y comprobada sobre el terreno mediante declaraciones juradas (affidavits), y se acompaña de documentación como informes médicos, copias de órdenes militares, cartuchos vacíos de balas de goma, fotografías, planos y mapas de los lugares, etc. Este sistema permite un conocimiento de primera mano de los acontecimientos por lo que fue incorporado al programa de trabajo de la organización e influyó su evolución estructural y política. Se publican periódicamente recopilaciones de affidavits, siendo las primeras en 1983, 1985, 1991 y 1995, organizadas por temas y con introducciones repasando el contexto de los acontecimientos. En colaboración con la ONG internacional HURIDOCS, Al-Haq dedicó también muchos recursos en establecer bases de datos en árabe e inglés de los affidavits que pudieran ser consultadas e utilizadas por otras organizaciones de defensa de los derechos humanos.
Por su parte, los trabajadores sobre el terreno dieron a conocer la organización a distintos sectores de la comunidad palestina, informaron a las víctimas de violaciones y a la sociedad en general sobre sus derechos, los principios del Estado de derecho y los derechos humanos en general. A medida que se desarrollaba su papel, algunos trabajadores sobre el terreno fueron asignados como asistentes jurídicos en ciudades de Cisjordania, con la misión formal de asesorar sobre una serie de cuestiones. Desde los primeros años de la primera Intifada, la mayoría de los trabajadores de campo de Al-Haq fueron detenidos e encarcelados en prisiones israelíes, lo que les permitió reunir información sobre las condiciones de detención e informar a los detenidos sobre sus derechos. Agradecieron el apoyo recibido de organizaciones israelíes e internacionales de derechos humanos. A partir de 1989, Al-Haq empezó a tener trabajadores de campo en la Franja de Gaza, donde la situación era peor que en Cisjordania, y contrataron a mujeres, lo que facilitaba recabar informaciones sensibles de las presas palestinas.
Al-Haq publica informes periódicos y series de publicaciones temáticas que incluyen indicaciones legales a la población para su defensa.

## Organización
A principios de 2004, Al-Haq se registró con arreglo a la legislación de la Autoridad Palestina. Los miembros del consejo de administración son elegidos por un mandato de tres años por y entre los miembros de una Asamblea General formada por miembros activos de la organización. Estos miembros son aprobados por el consejo de administración, y sus candidaturas son aceptadas con una serie de condiciones, entre ellas que sean activos y tengan intereses acreditados en el ámbito de la defensa de los derechos humanos y las libertades, que sean una personalidad experta o académica con títulos académicos superiores en ese ámbito, y que tengan más de treinta años. El consejo de administración se encarga, entre otras cosas, de contratar y despedir, y aprobar el presupuesto. La toma de decisiones en la organización recae en el director general, que consulta con los tres departamentos de Al-Haq: Finanzas y Administración, Investigación Jurídica y Defensa, Seguimiento y Documentación. Juntos conforman el Comité Directivo
que se reúne semanalmente. Existe en paralelo una asamblea general de todo el personal que se reúne mensualmente, pero no parece que tenga autoridad organizativa.

## Designada organización terrorista por Israel
En octubre de 2021, el ministro de Defensa de Israel emitió una orden militar que declaraba que Al-Haq era una organización terrorista, junto con otras cinco ONG de derechos humanos palestinas sin ánimo de lucro: Addameer, Centro Bisan de Investigación y Desarrollo, Defensa de los Niños Internacional, Unión de Comités de Mujeres Palestinas y Unión de Comités de Trabajadores Agrícolas. La designación fue condenada por Amnistía Internacional, Human Rights Watch y la Oficina del Alto Comisionado de las Naciones Unidas para los Derechos Humanos, que la calificaron de «ataque frontal contra el movimiento palestino de derechos humanos y contra los derechos humanos en todo el mundo».
Al revisar la inteligencia secreta israelí compartida con la CIA, esta última no encontró pruebas que apoyaran las acusaciones israelíes.
En julio de 2022, nueve países de la UE (Alemania, Bélgica, Dinamarca, España, Francia, Irlanda, Italia, Países Bajos y Suecia) emitieron una declaración conjunta en la que afirmaban que seguirían trabajando con las seis organizaciones palestinas que Israel había prohibido, porque Israel no había podido demostrar que debieran considerarse organizaciones terroristas.

## Premios
- 1989 - Premio de derechos humanos de la fundación Carter-Menil (conjunto con la ONG israelí B'Tselem)[14][15]
- 1990 - Premio Reebok de derechos humanos (otorgado a Shawan Jabarin)[16]
- 2009 - Medalla Geuzen (junto con B'Tselem)[17]
- 2018 - Premio de los Derechos Humanos de la República francesa (junto con B'Tselem)[18]
- 2024 - Premio Alumni de Derecho, Política Pública y Sociedad de la Universidad de Galway (otorgado a Shawan Jabarin) [19]